# Karate in Suriname
Karate kwam in Suriname tot ontwikkeling in de jaren 1970. In de jaren 1980 ontstond er een breuk in de karatewereld, waardoor er sindsdien twee karatebonden zijn: de Surinaamse Karate Associatie (SKA) sinds 1982 en de Amateur Karate Unie (AKU) sinds 1986. De eerste is lid van de World Karate Federation en de tweede van de International Traditional Karate Federation.

## Geschiedenis

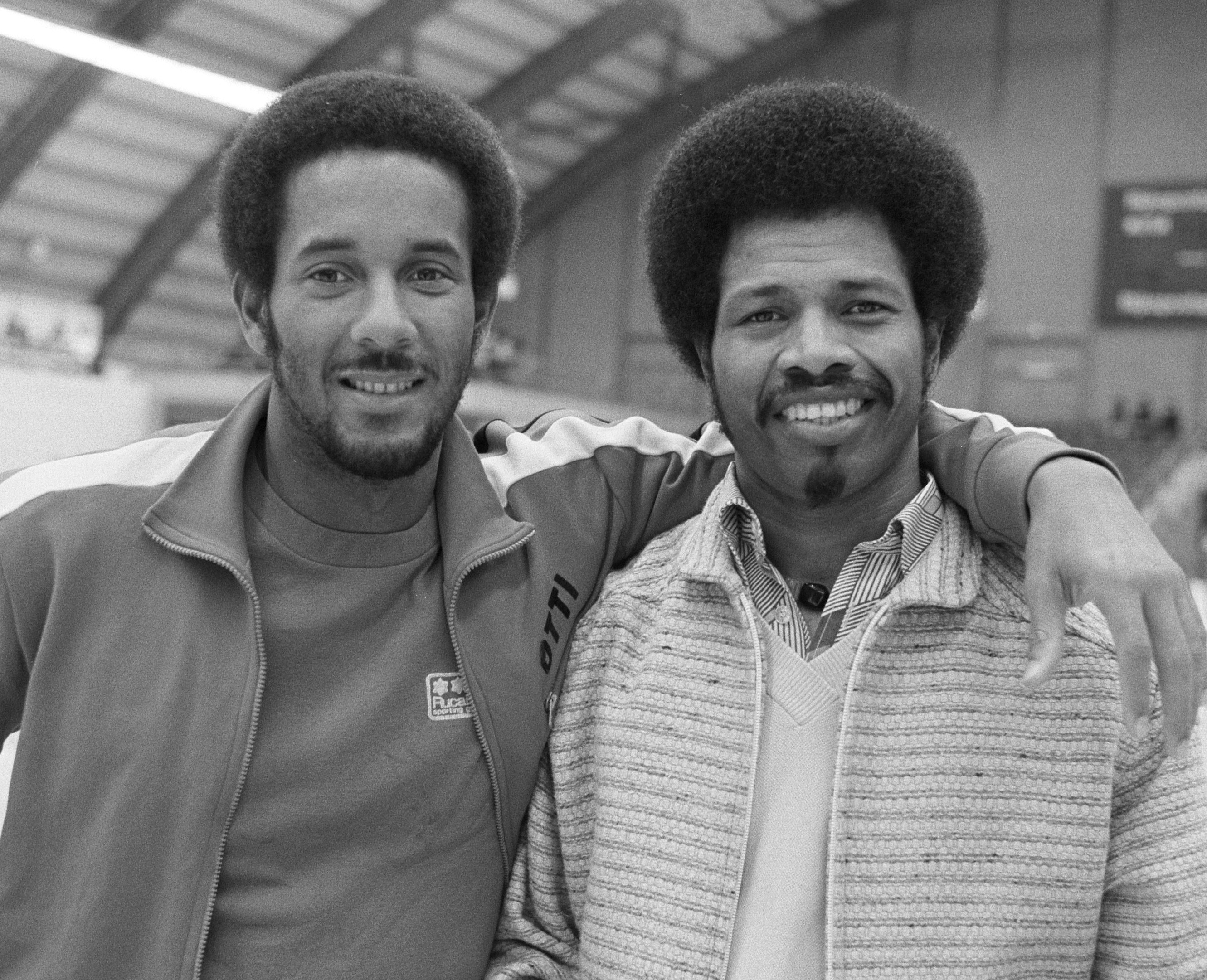
Otti Roethof en John Reeberg, 1980

Het is niet bekend wanneer karate in Suriname werd geïntroduceerd. Vermoed wordt dat Japanse vissers na de Tweede Wereldoorlog jonge Surinamers de beginselen van karate hebben bijgebracht.
De eerste karateschool werd op 7 mei 1972 opgericht door Cecil Tirion in de bovenzaal van De Schakel. Hij deed dit op aandringen van leraren van de mbo en de kweekschool. Als stijl koos hij voor kyokushinkai. Er was veel interesse voor de sport en door de snelle groei werd enkele maanden later overgestapt naar de gymzaal van de Kweek-A (later Polanenschool) aan de Commewijnestraat die groter was.
De sterke groei in de jaren 1970 gebeurde om drie redenen: er was een toenemende populariteit van de karatefilms van onder meer Bruce Lee, er keerden Surinamers uit Nederland terug die de sport hadden geleerd en er waren successen van Surinaamse karateka's. Onder de terugkerende Surinamers bevonden zich Hedwig Lobman die in Suriname de Karate Academie oprichtte, de 2e danner Harold la Rose en de 4e danner Paul del Prado. In 1977 had Otti Roethof succes door als eerste westerling wereldkampioen te worden. Daarnaast werden hij, John Reeberg en Ludwig Kotzebue dat jaar ook Wereldkampioen in teamverband. Reeberg werd vervolgens Europees kampioen in 1978 en 1979.
In 1978 richtte Wilfred Burgos nog een eigen karateschool op. In april 1981 volgde de oprichting van een budobond met het doel om alle vechtsporten in Suriname onder een dak te brengen en de sporten te bevorderen. Deze organisatie viel later uiteen. In het bestuur had Burgos een rol als commissaris. Na een interne ruzie besloot zette hij de Surinaamse Karate Associatie voort en richtte Cecil Tirion de Amateur Karate Unie (AKU) op.
Begin jaren 2010 is Amar Santokhi een van de grote karatemeesters. Tijdens het Mastertoernooi van 2012 werd hij voor het eerst in de Surinaamse geschiedenis kampioen in vier disciplines: kata, wapen (katana), zelfverdediging en kumite. Dit toernooi is bestemd voor karateleraren ouder dan 35 jaar met ten minste de eerste dan. Hij prolongeerde zijn titel in 2014 op drie onderdelen en werd hij met zijn team tweede op het onderdeel zelfverdediging.